# Fitzroy (rivier in West-Australië)
De Fitzroy is een van de grotere rivieren in Kimberley, West-Australië. Het is niet de langste rivier, maar heeft wel het hoogste debiet. De rivier is genoemd naar Robert FitzRoy, kapitein van de HMS Beagle met Charles Darwin.

## Ligging
De Fitzroy is de grootste rivier van Kimberley gemeten naar lengte, debiet en stroomgebied. De bron ligt bij de King Leopold bergkam in het oosten van Kimberley. Hij wordt verder gevoed door vele zijrivieren, waarvan de Margaret de belangrijkste is. De Margaret stroomt in de Fitzroy bij Fitzroy Crossing. De Fitzroy mondt ten slotte uit in de King Sound, een grote baai tussen Broome en Derby.

## Landschap
De rivier ontspringt in het relatief natte noordoosten en vervolgt de reis door het droge en meer vlakke zuidoosten. In het gebied stroomopwaarts van Fitzroy Crossing zijn er nog enkele kloven, waarvan Dimond Gorge, Margaret River Gorge en Geikie Gorge het meest bekend zijn. Geikie Gorge ligt vlak bij het punt waar de Margaret en de Fitzroy bij elkaar komen. Stroomafwaarts van dit punt wordt het terrein vlakker. Vanwege het bescheiden verhang stroomt het water traag en er zijn veel zand- en grindbanken in de rivier. In de laatste 300 kilometer heeft de rivier meer ruimte en de oevers komen tussen de 2 en 15 kilometer van elkaar te liggen. De rivier vertakt zich en soms is niet duidelijk wat de hoofdstroom is.
De rivier stroomt door verscheidene waterpoelen:
- Alligator Pool (116m)
- Broken Wagon Pool (20m)
- Chestnut Pool (20m)
- Tumblegoodine Pool (12m)
- Jarrananga Pool (6m)
- Snag Pool (6m)

Ze wordt gevoed door een twintigtal waterlopen:
- Little Fitzroy River (337m)
- Collis Creek (302m)
- Hann River (252m)
- Roy Creek (189m)
- Adcock River (183m)
- Spider Creek (175m)
- Cowendyne Creek (173m)

- Stony Creek (127m)
- Sandy Creek (123m)
- Pigeon Creek (118m)
- Margaret River (113m)
- Station Creek (111m)
- Blariyaning Creek (102m)
- Christmas Creek (93m)

- Cunninghame River (80m)
- Nerrima Creek (41m)
- Geegully Creek (33m)
- Mudjalla Gully (29m)
- Yeeda River (20m)
- Minnie River (12m)

## Klimaat
Kimberley kent twee seizoenen, een warme en natte periode dat loopt van november tot en met april en een warm maar droog seizoen van mei tot en met oktober. De gemiddelde hoeveelheid neerslag in het noordwesten van Kimberley is zo’n 1.400 millimeter, maar 90% van de neerslag valt in de natte periode. Gedurende deze laatste periode is het debiet veruit het grootst en zo’n 80% van de jaarlijkse hoeveelheid stroomt door de rivier tussen december en mei. De gemiddelde neerslag in het stroomgebied van de Fitzroy is zo’n 400 mm per jaar.

## Flora en fauna
In de rivier komen diverse planten en vissen voor zoals de pandanus, acacia, brasem, maar ook krokodillen. Ze zijn aangepast om in de droge periode te overleven. Gedurende het natte seizoen stroomt veel zoet water de King Sound in wat een positief effect heeft op het leven in de zee. De Fitzroy is een gekende broedplaats voor de bedreigde gewone zaagvis.

## Bedreigingen
De rivier ligt bijna volledig in ongerept terrein en de invloed van de mens is dus zeer beperkt. Er zijn echter plannen voor de ontwikkeling van de regio door de bouw van dammen, het zoeken naar schaliegas en het ontginnen van steenkool. De plannen voor de steenkoolmijn liggen ter goedkeuring bij de Australische autoriteiten. De mijn zal gedurende 20 jaar zo’n 2 miljoen ton steenkool per jaar leveren en komt te liggen op 175 kilometer ten zuidoosten van Derby.